# 丹地堂區教堂 (聖瑪麗)

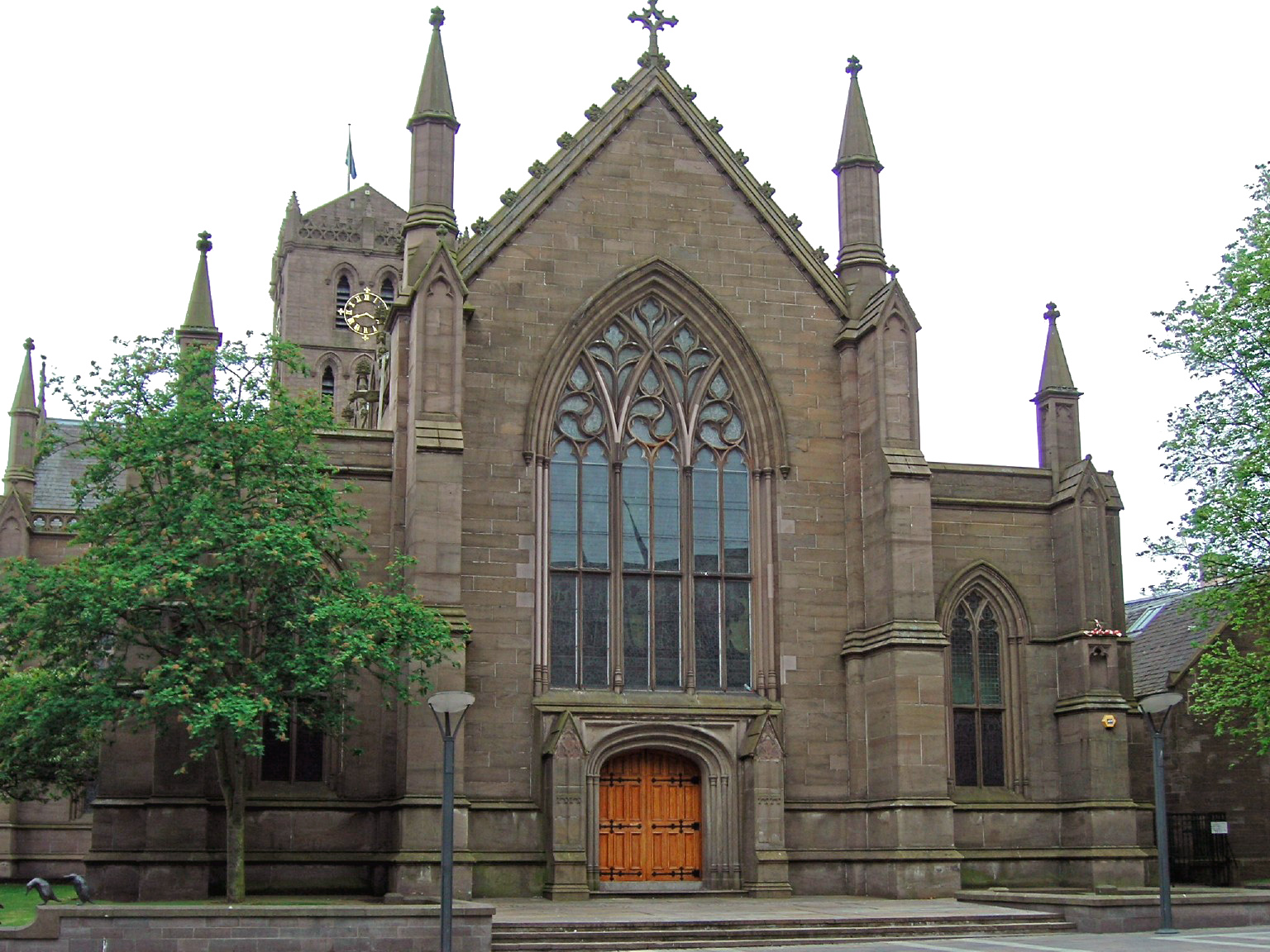
教堂正面

丹地堂區教堂（聖瑪麗）（英語：Dundee Parish Church (St Mary's)）位於蘇格蘭鄧迪市中心，教堂毗鄰奧弗蓋特商場，是鄧迪的城市教堂，屬於蘇格蘭教會。這座教堂建築物與眾不同的是，教堂建築本身共分為兩個會眾，東半部丹地堂區教堂，而西半部則屬於尖塔教堂。
教堂歷史最早可追溯至12世紀，由亨廷登伯爵大衛建造，但在1303年英軍入侵丹地時被燒毀。15世紀初期，展開了教堂重建工作，但到16世紀再一次被毀。17世紀中葉，再一次展開教堂重建工作，但到1841年因火災而再一次被毀，到1844年才完成重建工作，維持至今日樣貌。
教堂內有紀念於第一次世界大戰犧牲的黑衛士兵團、第4營、第4/5營的士兵的榮譽名冊。2017年7月10日，由安妮长公主主持下揭幕了新的榮譽名冊，以紀念在一戰中犧牲的600多名丹地市水兵和女兵。

## 外部連結
- Dundee Parish Church (St Mary’s)（页面存档备份，存于）